# Passion Street Music
Passion Street Music ist ein deutscher Musikverlag mit Sitz in Oberthal.

## Geschichte
Passion Street Music wurde 1999 als Musikverlag und Produktionsfirma für das Komponistenteam Jörg Trapp und Levon Thomas und für befreundete Musiker und Komponisten gegründet. In den folgenden Jahren wurden zahlreiche Titel für nationale und internationale Künstler geschrieben und produziert sowie eine Reihe von Sängern betreut.
Außerdem trat Passion Street Music als Produktionsteam für verschiedene Komponisten, wie zum Beispiel den in Frankfurt und Los Angeles tätigen Songwriter Ulrich Reese, Komponist für die Fernsehserie „Star Trek“, auf. Dabei waren auch Titel für die damals noch unbekannte Sängerin Joana Zimmer.
Zwischen 2003 und 2004 war Passion Street Music über mehrere Staffeln an der Produktion der Musiktitel für die Castingshow „Star Search“ auf SAT 1 beteiligt.
Seit 2005 arbeitet Passion Street Music fast ausschließlich für die Produktionen von Trapp und Thomas. So entstand in zweijähriger Arbeit das Album ‘Fast Ein Held’ von Trapp.